# Chengkung-Kwangshan
Het Chengkung-Kwangshan is een dialect van het Amis. Net zoals alle Oost-Formosaanse talen en dialecten wordt dit dialect uitsluitend gesproken in het Aziatische Taiwan. Het Chengkung-Kwangshan is van de overige dialecten van het Amis het nauwst verwant aan het Centraal-Amis.

## Classificatie
- Austronesische talen
  - Oost-Formosaanse talen
    - Centraal-Oost-Formosaanse talen
      - Amis
        - Chengkung-Kwangshan

Centraal-Amis · Chengkung-Kwangshan · Noord-Amis · Tavalong-Vataan · Zuid-Amis